# Materials International Space Station Experiment

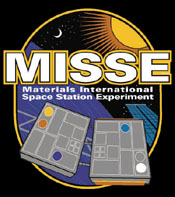
Il logo del MISSE.

I Materials International Space Station Experiment (MISSE) sono una serie di esperimenti montati su supporti esterni della Stazione spaziale internazionale (ISS) e volti a investigare gli effetti dell'esposizione a lungo termine all'ambiente spaziale di diversi materiali.
Il progetto MISSE valuta quindi le performance, la stabilità e l'affidabilità a lungo termine di materiali e componenti progettati e sviluppati dalla NASA, da compagnie private e dal Dipartimento della Difesa degli Stati Uniti d'America (DOD), per essere utilizzati in future missioni spaziali in orbita terrestre bassa, orbita sincrona o viaggi interplanetari. 
Il primo esperimento di una certa portata inerente al test di diversi materiali nello spazio, il Long Duration Exposure Facility (LDEF), che fu recuperato nel 1990 dopo aver trascorso 68 mesi in orbita bassa, ha rivelato che l'ambiente spaziale è piuttosto ostile per molti materiali e componenti delle sonde spaziali. L'ossigeno atomico, ad esempio, che è il composto chimico più presente in orbita terrestre bassa, è altamente reattivo sia con le plastiche che con alcuni metalli, portando nel tempo a una forte erosione. A questo si aggiunge anche il fatto che, a causa della mancanza dell'azione filtrante effettuata dall'atmosfera, la radiazione ultravioletta che colpisce i diversi componenti è piuttosto potente e porta anch'essa al deterioramento e all'offuscamento di molte plastiche e rivestimenti. Le stesse condizioni di vuoto in cui ci si ritrova nello spazio, poi, possono alterare le proprietà fisiche di diversi materiali. Infine, gli impatti di meteoroidi e detriti spaziali di origini umana possono fortemente danneggiare i materiali esposti al loro impatto. L'effetto dato dalla combinazione di tutte queste condizioni può essere studiato solo nello spazio. Per questo, con la messa in orbita della Stazione Spaziale Internazionale, si è subito pensato a predisporre supporti esterni a cui agganciare nel corso delle diverse missioni spaziali, diversi campioni di materiale da testare in condizioni così proibitive.
Il programma MISSE è un diretto successore degli esperimenti Mir Environmental Effects Payload (MEEPs) che sono stati agganciati per oltre un anno al Mir Docking Module, il modulo di attracco della stazione spaziale russa Mir, tra le missioni dello Space Shuttle STS-76 e STS-86, ed è un discendente del già citato Long Duration Exposure Facility. Gli esperimenti MEEPs a loro volta avevano avuto come predecessori l'esperimento Passive Optical Sample Array (POSA), portato in orbita dalle missioni STS-1 e STS-2, e il suo successore, l'Effects of Oxygen Interaction with Materials (EOIM), andato in orbita con le missioni STS-3 e STS-5.

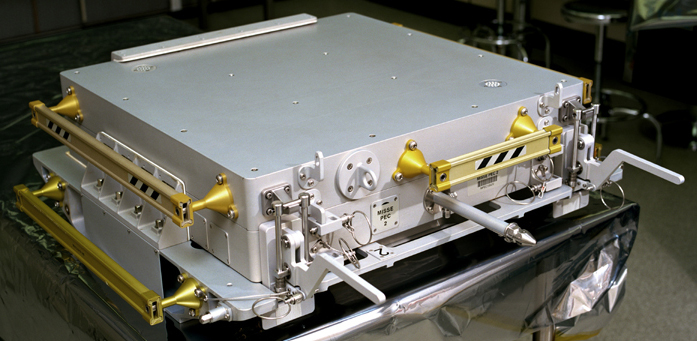
Il PEC, il contenitore degli esperimenti del MISSE, chiuso.

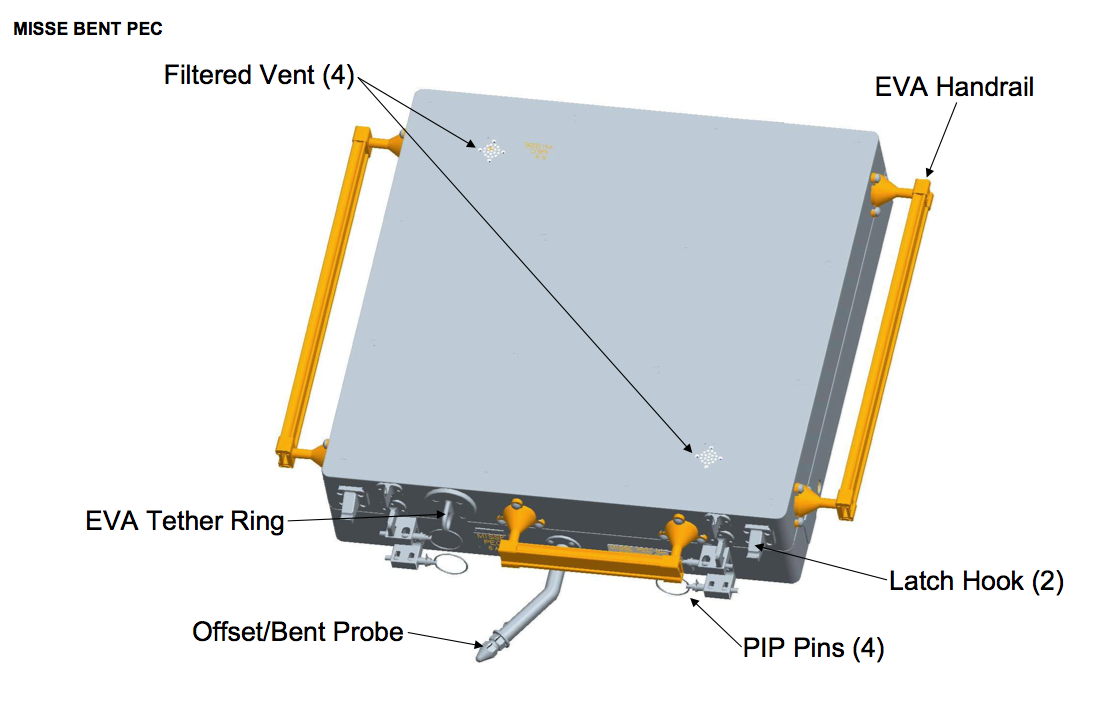
Schema del PEC chiuso.

## Materiali testati
Grazie al progetto MISSE sono stati fino ad oggi testati oltre 1.500 campioni. Tali campioni vanno da componenti quali interruttori, sensori e specchi, a materiali come polimeri, rivestimenti e materiali compositi ma anche semi, spore e diversi tipi di batteri di cui valutare la resistenza alle estreme condizioni dello spazio esterno. Prima di essere scelto per la messa in orbita, ogni materiale viene individualmente testato in laboratorio ma, come detto, in laboratorio ogni campione può essere esposto contemporaneamente solo ad alcune delle condizioni dell'ambiente spaziale. Naturalmente, oltre a testare nuovi materiali, il progetto MISSE è utilizzato per testare anche le performance di materiali già esistenti, come quelli utilizzati nei pannelli solari dei satelliti per comunicazioni, al fine di valutare loro possibili miglioramenti. Particolare importanza è data agli esperimenti riguardanti materiali protettivi e leggeri che potrebbero essere utilizzati nella realizzazione di scudi, come quelli che dovranno difendere i primi astronauti coinvolti nell'esplorazione di Marte dai raggi cosmici altamente energetici presenti nello spazio interplanetario. Altri esperimenti riguardano invece strutture a membrana ultra leggere che potrebbero essere utilizzate nella realizzazione di vele solari e grandi specchi o lenti gonfiabili.
Oggi i dati ricavati da diverse missioni MISSE sono disponibili al pubblico attraverso il sito dedicato "http://materialsinspace.nasa.gov/" dove i ricercatori della NASA continuano ad aggiornare il database dei dati continuamente ricavati dalle analisi dei campioni delle varie missioni.

## Messa in orbita degli esperimenti MISSE
I materiali selezionati per la missione sono posti all'interno di contenitori simili a valigette chiamati Passive Experiment Container (PEC) che sono utilizzati sia per trasportare gli esperimenti sulla ISS che per riportarli poi sulla Terra. durante un'attività extraveicolare (EVA) i PEC vengono agganciati a un corrimano o posti su una delle strutture esterne appositamente installate sulla ISS. A questo punto i contenitori vengono aperti completamente in modo da esporre i campioni all'ambiente spaziale, e dando così la possibilità agli astronauti di fotografarli ogni volta possibile, compatibilmente con le EVA programmate. Dopo l'esposizione all'ambiente esterno per il tempo previsto, il PEC è recuperato sempre grazie a un'attività extraveicolare e, una volta tornato sulla Terra, i materiali in esso contenuti vengono sottoposti a tutta una serie di test volti a verificare gli effetti dell'esposizione su materiali e componenti.

## MISSE-1 e MISSE-2
Il primo e il secondo set di esperimenti, contenenti un totale di 910 campioni di diversi materiali, furono portati in orbita dallo Space Shuttle Discovery il 10 agosto 2001, durante la missione STS-105. I due PEC furono installati su due diversi corrimano situati sul modulo Quest e sui relativi contenitori di gas ad alta pressione.
Originariamente pensati per rimanere in orbita per un solo anno, a causa dell'interruzione delle missioni degli Space Shuttle dovuta al disastro dello Space Shuttle Columbia, gli esperimenti rimasero agganciati alla ISS per quasi quattro anni, e solo il 30 luglio 2005, durante la prima EVA della missione STS-114, i due contenitori poterono essere recuperati.

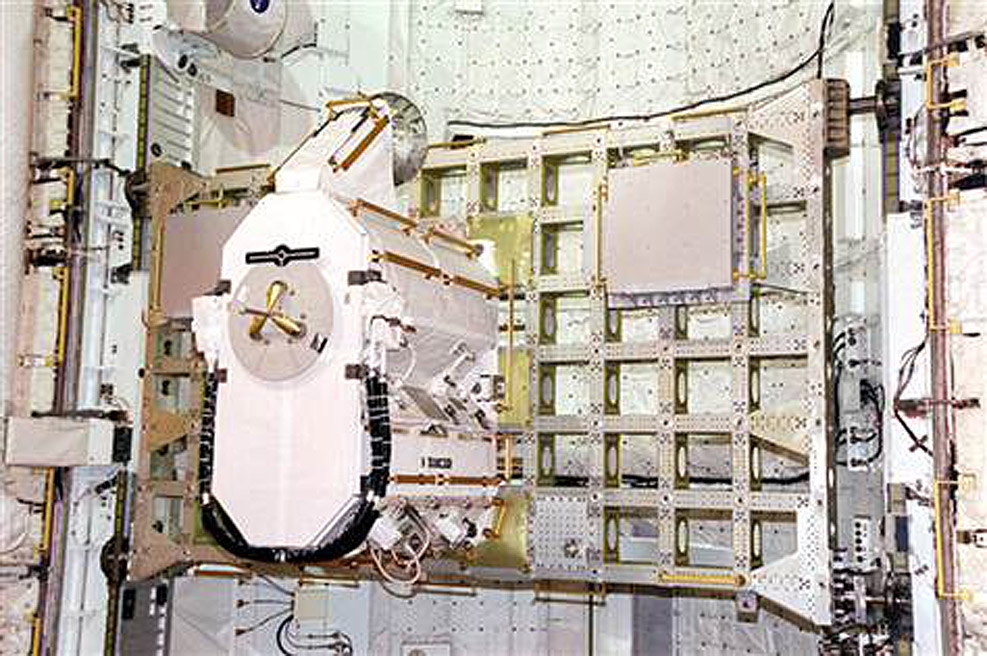
I due PEC dei MISSE 1 e 2 nel vano di carico dello Space Shuttle durante la missione STS-105
Schema dei due PEC dei MISSE 1 e 2 montati sulla ISS
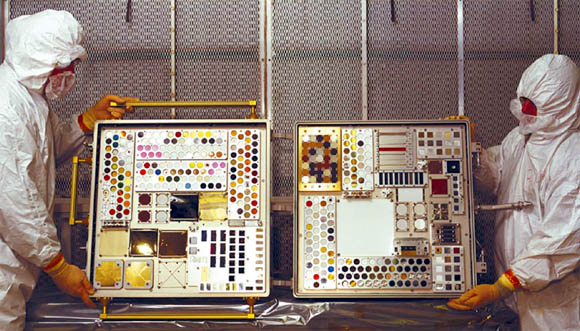
Il PEC del MISSE-1
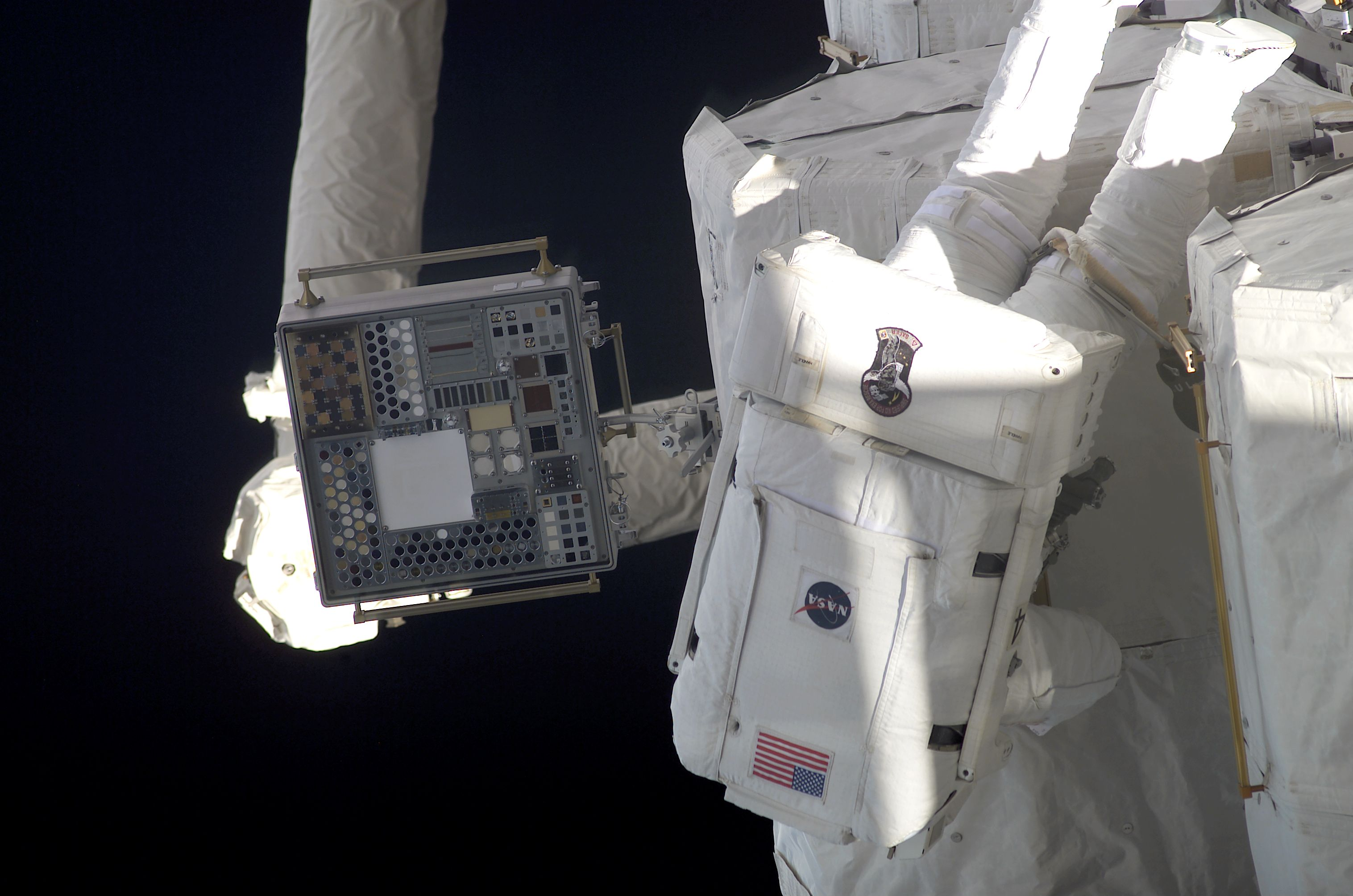
Il PEC del MISSE-1 montato sul Quest
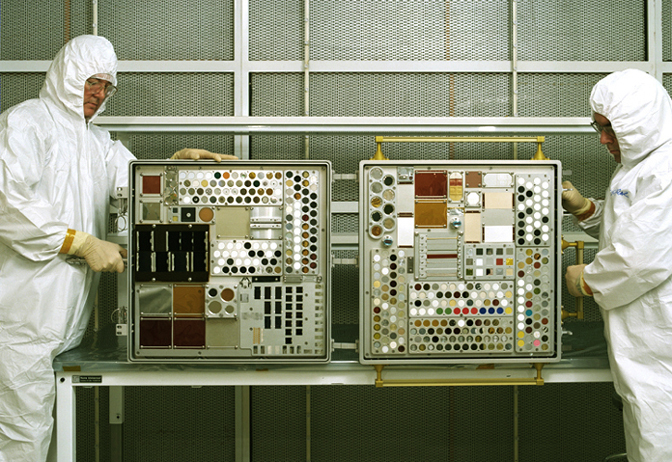
Il PEC del MISSE-2
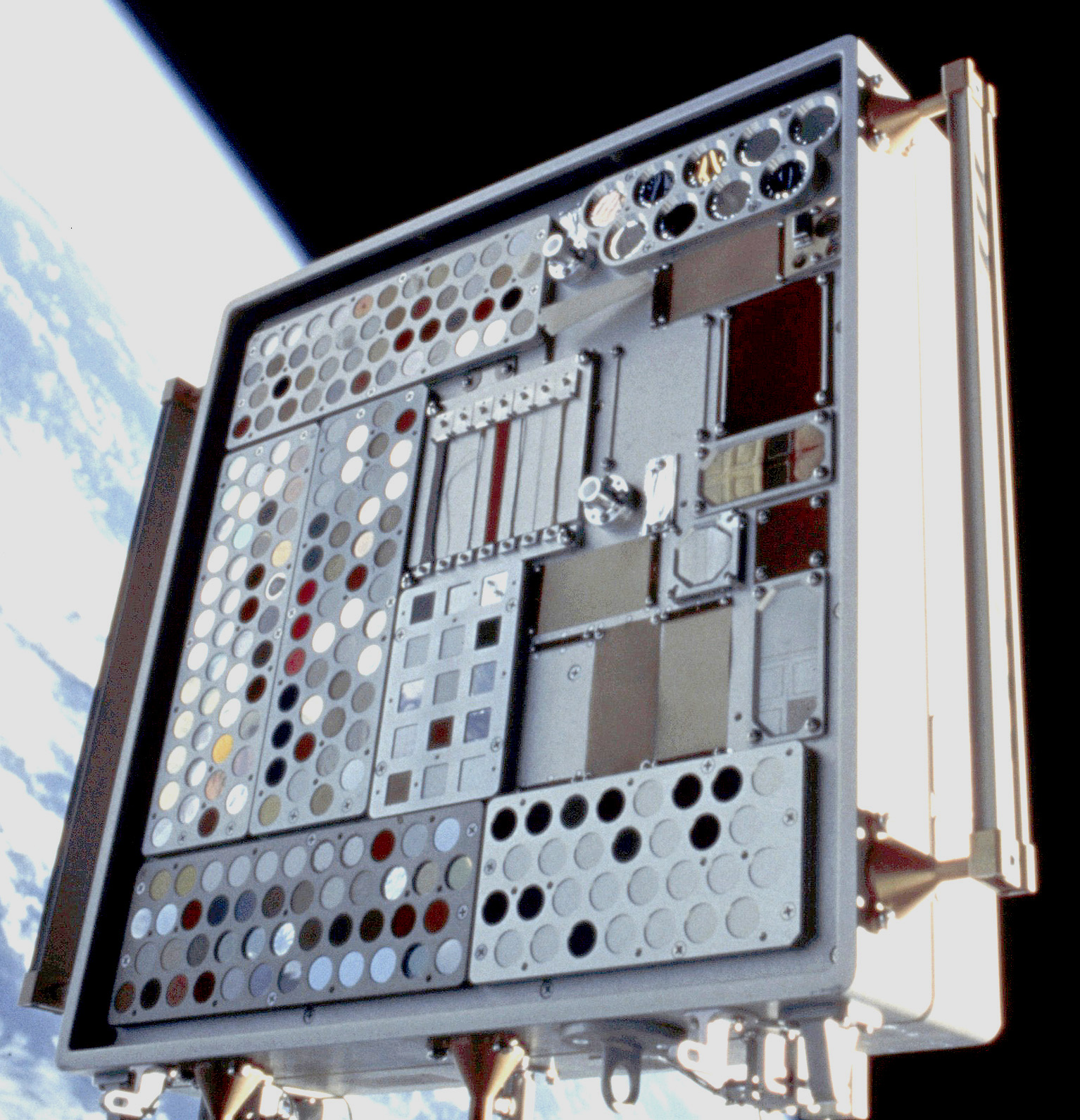
Il PEC del MISSE-2 montato sul Quest

## MISSE-5
Il MISSE-5 è stato il terzo degli esperimenti MISSE messi in orbita, sebbene fosse stato il quinto PEC approntato. Messo in orbita dallo Space Shuttle Discovery il 26 luglio 2005, nel corso della missione STS-114, Il MISSE-5 era costituito da 254 campioni di vari materiali. Il contenitore fu installato e aperto sul segmento P6 e recuperato all'incirca un anno dopo, il 15 settembre 2006, nel corso della missione STS-115.
Il MISSE-5 è stato il primo esperimento attivo della serie MISSE, poiché richiedeva un'alimentazione e poteva comunicare con la base al suolo attraverso il PCSat-2. Esso conteneva in particolare tre esperimenti. Il primo di essi era il Forward Technology Solar Cell Experiment (FTSCE), un test atto a verificare le performance di 36 materiali da utilizzare nella realizzazione di celle solari per future sonde spaziali. Il secondo riguardava invece la misura della degradazione di oltre 200 materiali flessibili se esposti all'ambiente spaziale. Il terzo, infine, riguardava l'utilizzo del PCSat-2, radiosatellite amatoriale realizzato dalla United States Naval Academy, come sistema di comunicazione.

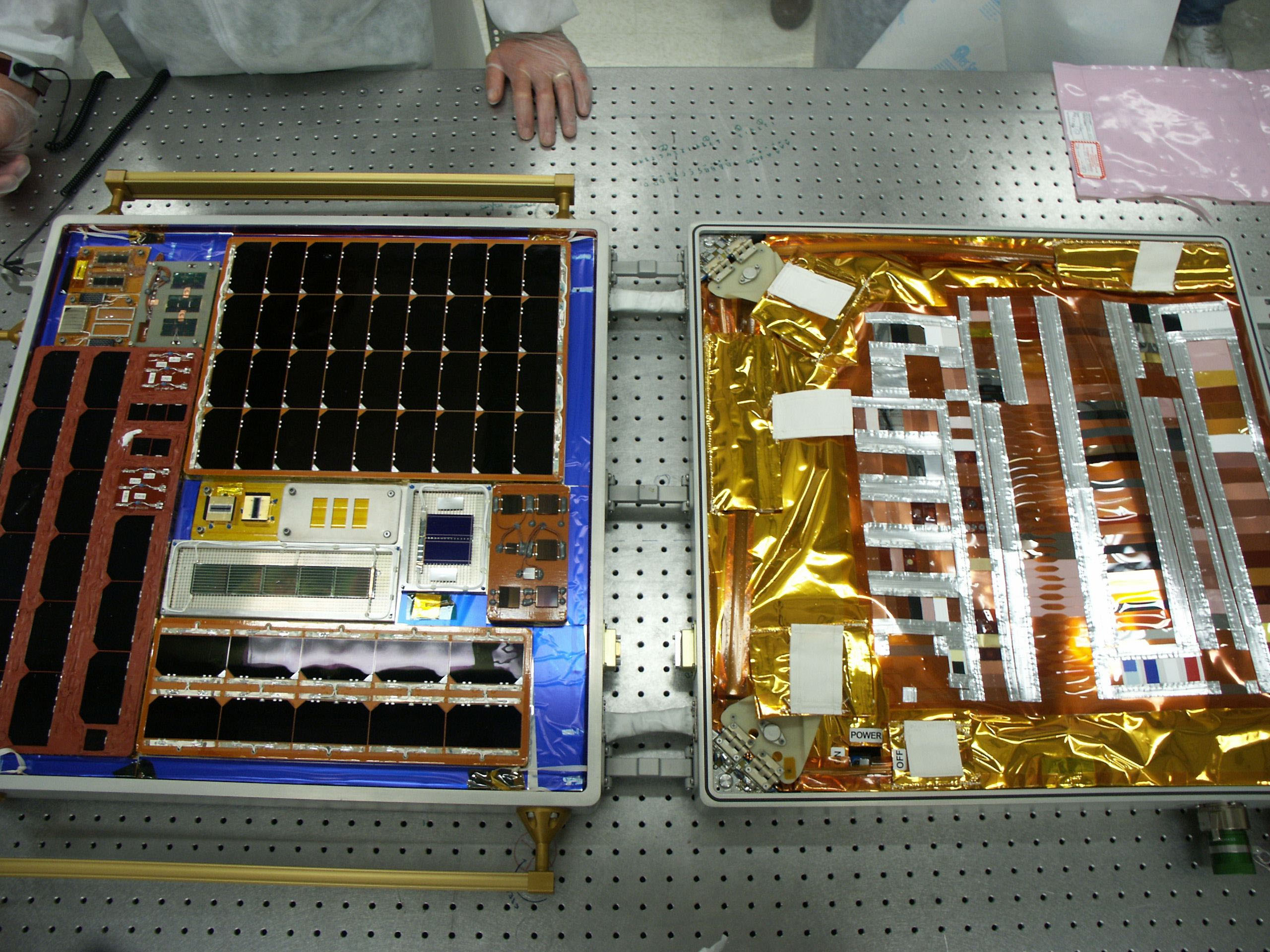
Il PEC del MISSE-5 mentre viene approntato per il lancio. Sulla sinistra è presente il FTSCE, sulla destra il PcSat-2 coperto da un rivestimento termico dorato e da campioni di materiali flessibili
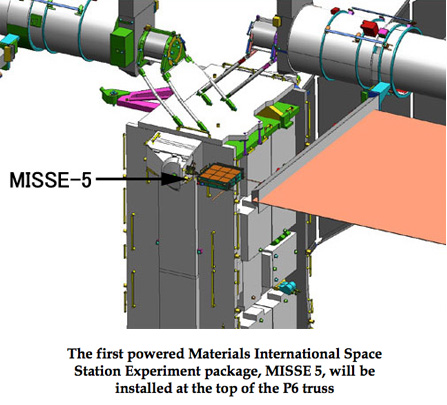
Schema del PEC del MISSE-5 montato alla fine del segmento P6
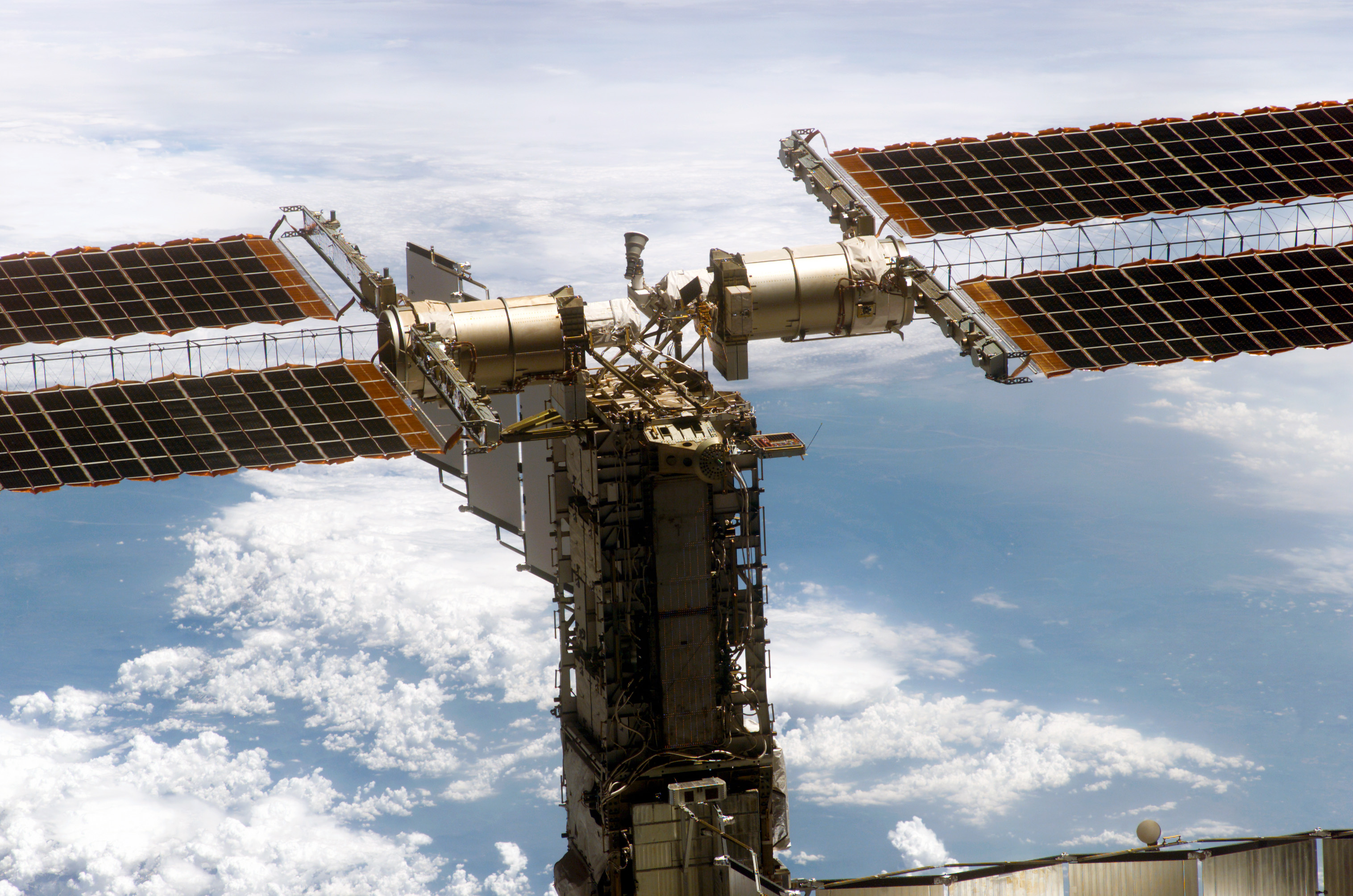
Il PEC del MISSE-5 montato alla fine del segmento P6

## MISSE-3 e MISSE-4
Il quarto e il quinto set di esperimenti della serie MISSE, il MISSE-3 e il MISSE-4, contenenti un totale di 871 campioni di diversi materiali, furono portati in orbita dallo Space Shuttle Discovery il 3 agosto 2006, durante la missione STS-121. I due PEC furono installati dai membri della Expedition 13 sull'esterno del modulo Quest, e in particolare il MISSE-3 fu posizionato su uno dei serbatoi ad alta pressione posti attorno alla sezione del modulo dedicata all'equipaggio, mentre il MISSE-4 fu posizionato all'estremità dello stesso modulo.
Originariamente pensati per rimanere in orbita per tre anni, a causa della già citata interruzione delle missioni degli Space Shuttle dovuta al disastro del Columbia, fu deciso di prolungare l'esposizione degli esperimenti MISSE-1 e 2, e di accorciare, di conseguenza, quelle degli esperimenti MISSE-3 e 4. Così, i due contenitori furono recuperati dopo circa un anno, il 18 agosto 2007, nel corso della quarta EVA della missione STS-118.
I MISSE-3 e 4 servirono anche a scopo educativo. Essi infatti portarono in orbita circa otto milioni di semi di basilico che, al rientro dei due esperimenti, furono dati ai bambini delle scuole perché li coltivassero, cercando così di stimolare l'interesse per la scienza spaziale nei più giovani.

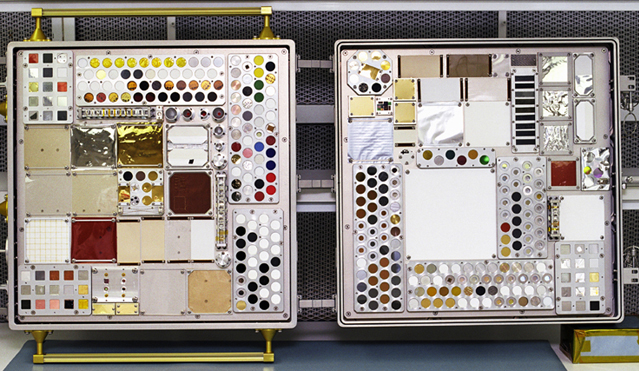
Il PEC del MISSE-3
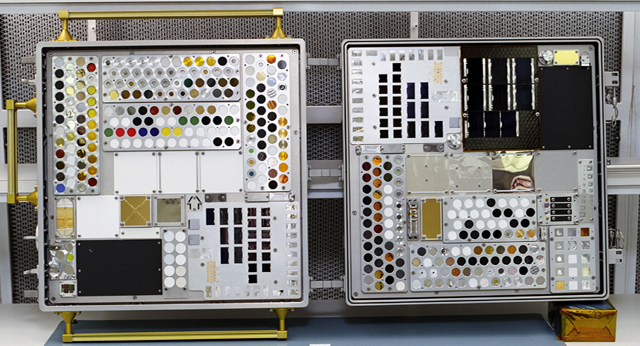
Il PEC del MISSE-4
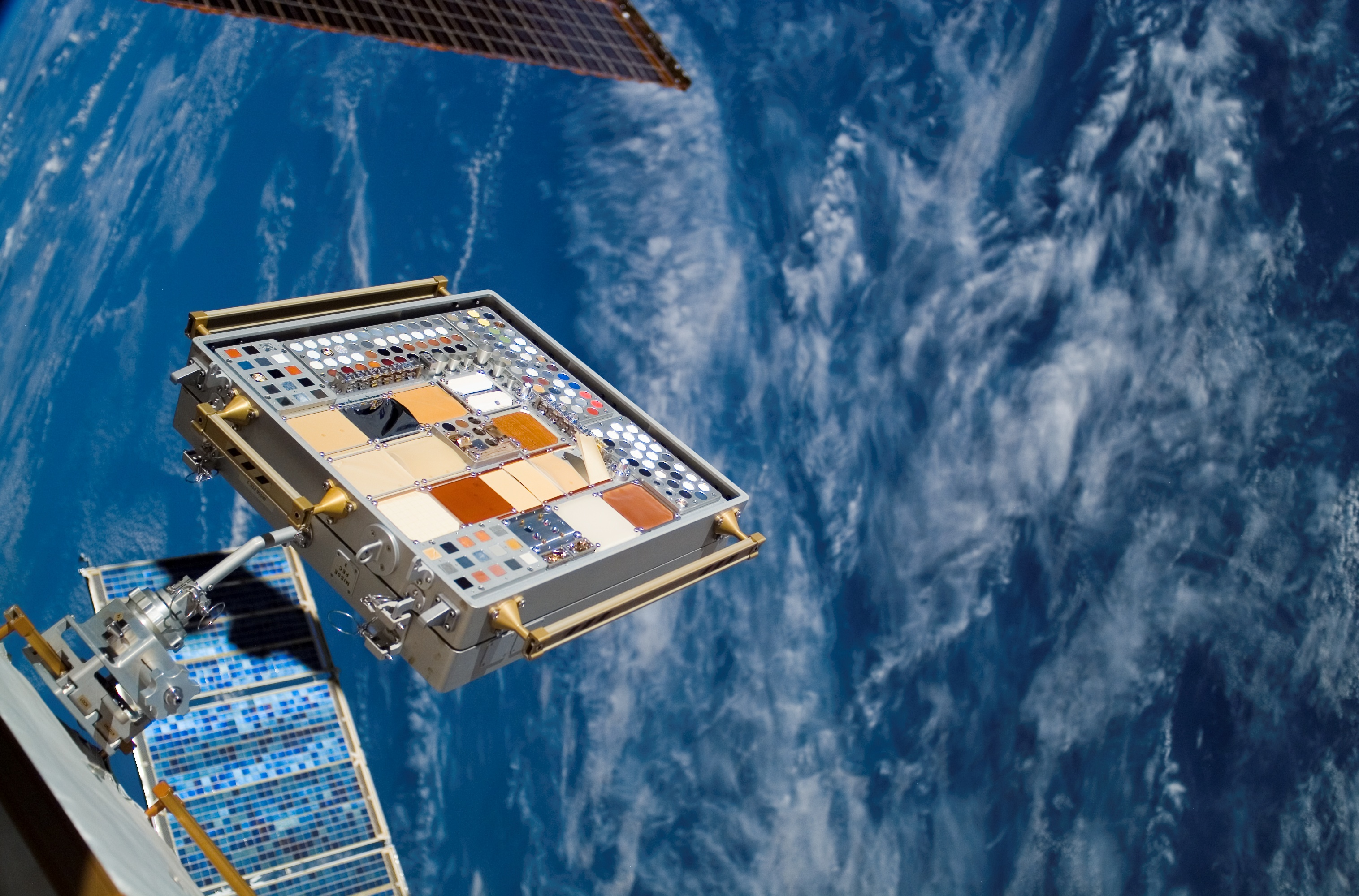
Il MISSE-3 poco prima del recupero avvenuto nel corso della missione STS-118

## MISSE-6
Il sesto set di esperimenti del programma MISSE, composto da due PEC denominati 6A e 6B e costituiti da oltre 400 campioni di vari materiali, fu portato in orbita il 13 marzo 2008 dallo Space Shuttle Endeavour durante la missione STS-123. I due furono installati su una delle piattaforme per carichi esterni del modulo Columbus durante la quinta EVA della missione dopo che un primo tentativo effettuato nel corso della terza EVA aveva rivelato alcuni problemi, poiché il contenitore non sembrava combaciare con il supporto.
Sia il MISSE-6A che il 6B furono poi recuperati durante la prima EVA della missione STS-128 e riportati sulla Terra circa un anno e mezzo dopo la loro messa in orbita, nel settembre 2009.

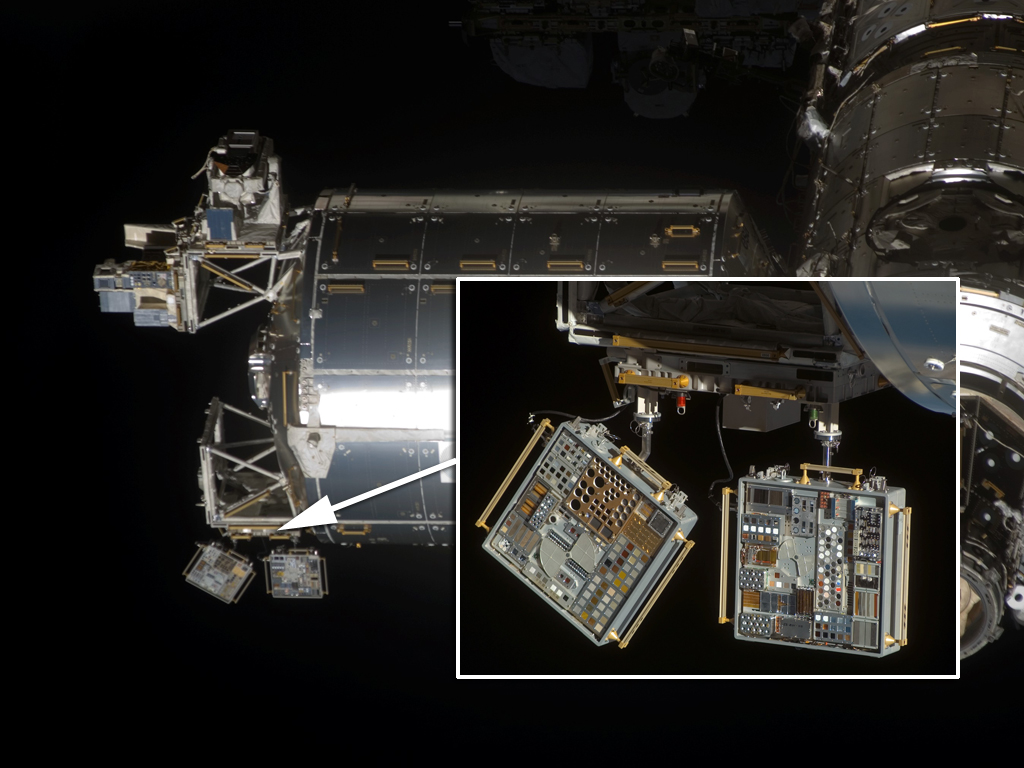
I PEC del MISSE-6A e 6B sul modulo Columbus
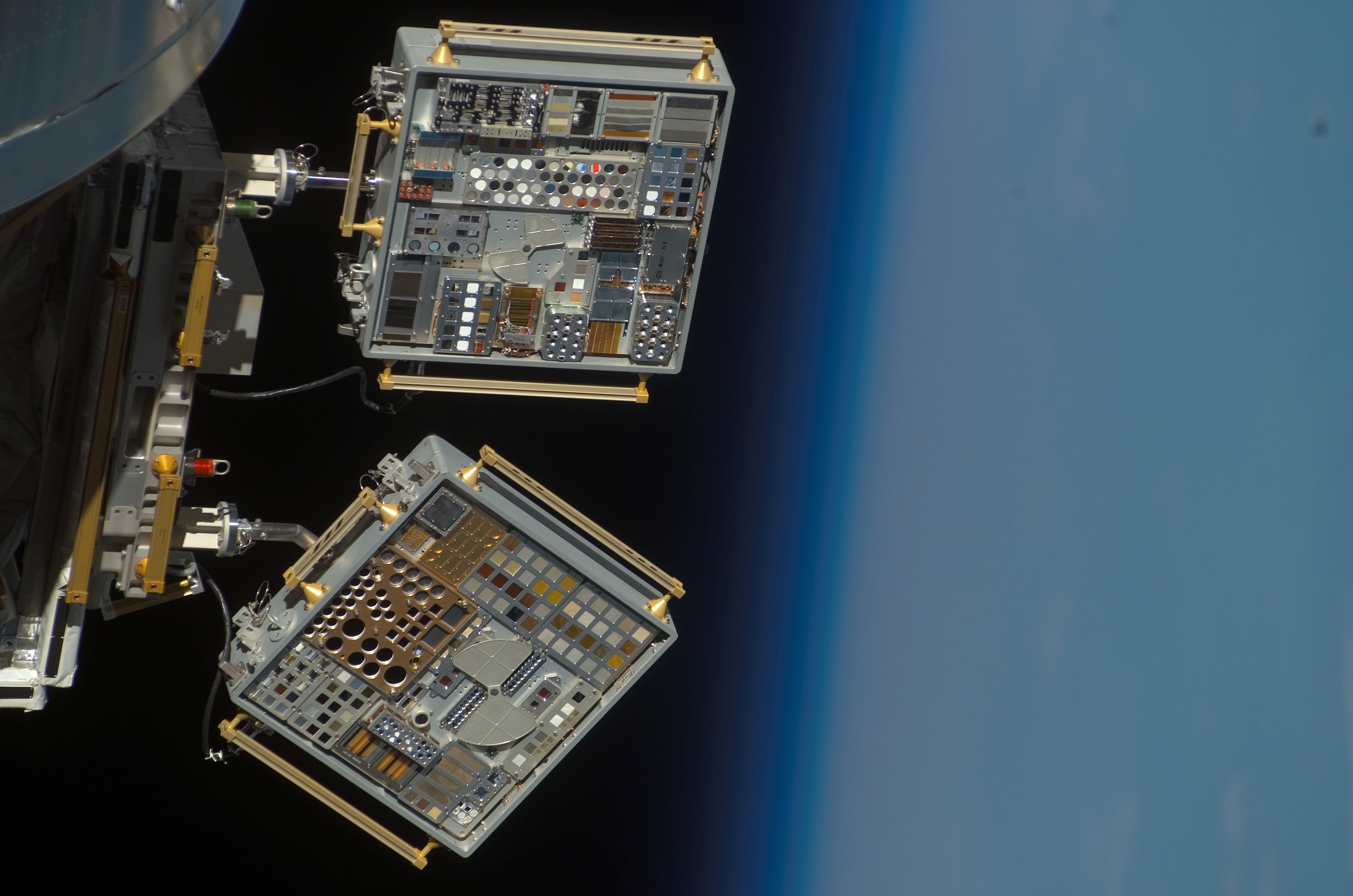
I PEC del MISSE-6A e 6B
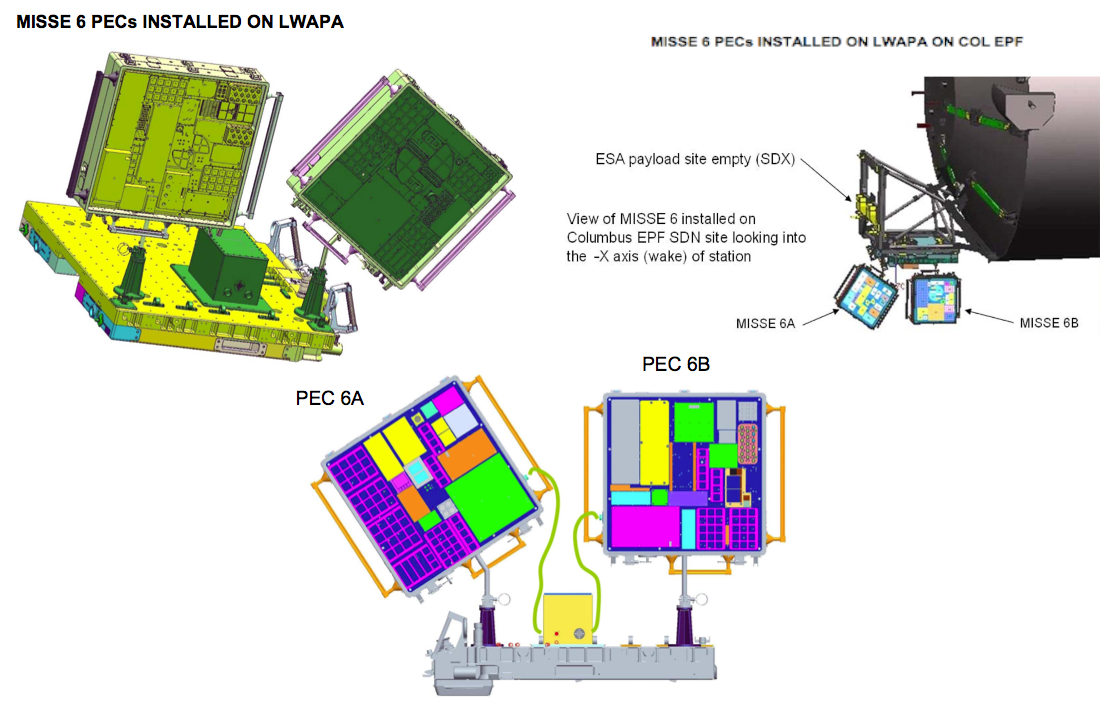
Schema dei PEC del MISSE-6A e 6B

## MISSE-7
Il settimo set di esperimenti della serie MISSE fu portato sulla Stazione Spaziale Internazionale nel novembre 2009, nel corso della missione STS-129 e fu alloggiato sulla struttura per carichi ExPRESS (ExPA) dell'ExPRESS Logistics Carrier numero 2.
Così come per il MISSE-6, anche il MISSE-7 era composto da due PEC, denominati MISSE-7A e MISSE-7B, il primo di responsabilità del Naval Research Laboratory e il secondo con esperimenti sviluppati dalla NASA, dalla Boeing e da altri collaboratori privati, entrambi contenenti sia esperimenti passivi che esperimenti attivi, questi ultimi in particolare progettati per interfacciarsi per la prima volta con i sistemi di comunicazione presenti sulla ISS permettendo così la trasmissione a Terra dei dati e la loro analisi in tempo reale, senza bisogno di attendere il rientro dei campioni come accade invece per gli esperimenti passivi.
Oltre che materiali, nel MISSE-7 sono stati testati anche componenti. Tra questi, lo SpaceCube, che è stato agganciato direttamente all'ExPA, e che è un sistema riconfigurabile e ad alte prestazioni basato sull'FPGA commerciale Virtex-4 della Xilinx, progettato per essere utilizzato in sonde spaziali che necessitano di un'elevata capacità di analisi dei dati a bordo. Scopo dello SpaceCube mandato in orbita con il MISSE-7 era quello di fungere da banco di prova per testare gli effetti delle radiazioni su circuiti FPGA attivi e per verificare l'utilizzo di tecniche di individuazione e di correzione di errori che potrebbero aiutare a sviluppare l'uso di sistemi di analisi di dati commerciali nei voli spaziali.
Dopo circa un anno e mezzo, nel maggio 2011, i due PEC del MISSE-7 sono stati recuperati e portati sulla Terra dalla missione STS-134.

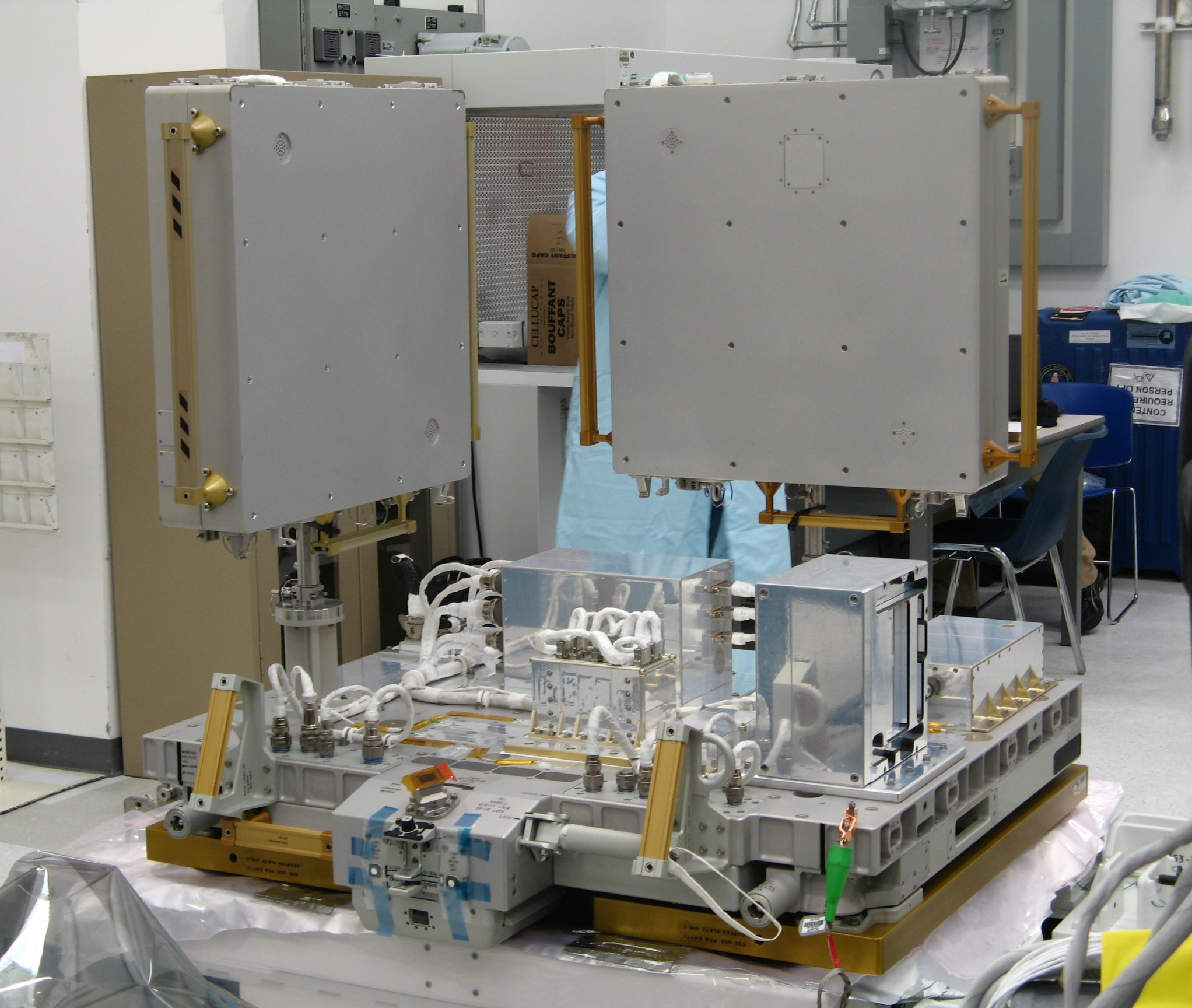
I due PEC del MISSE-7 prima del lancio montati su una piattaforma ExPA di prova
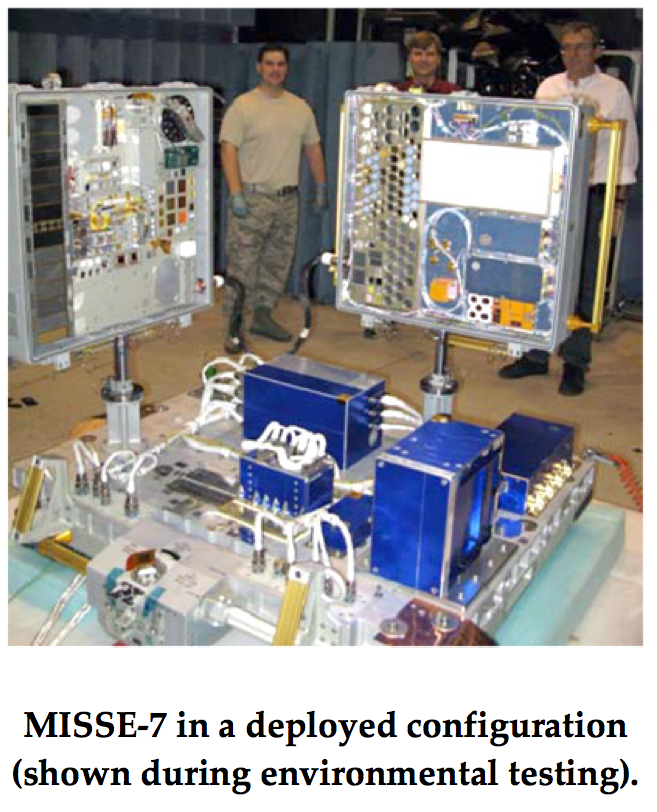
I due PEC del MISSE-7A e 7B
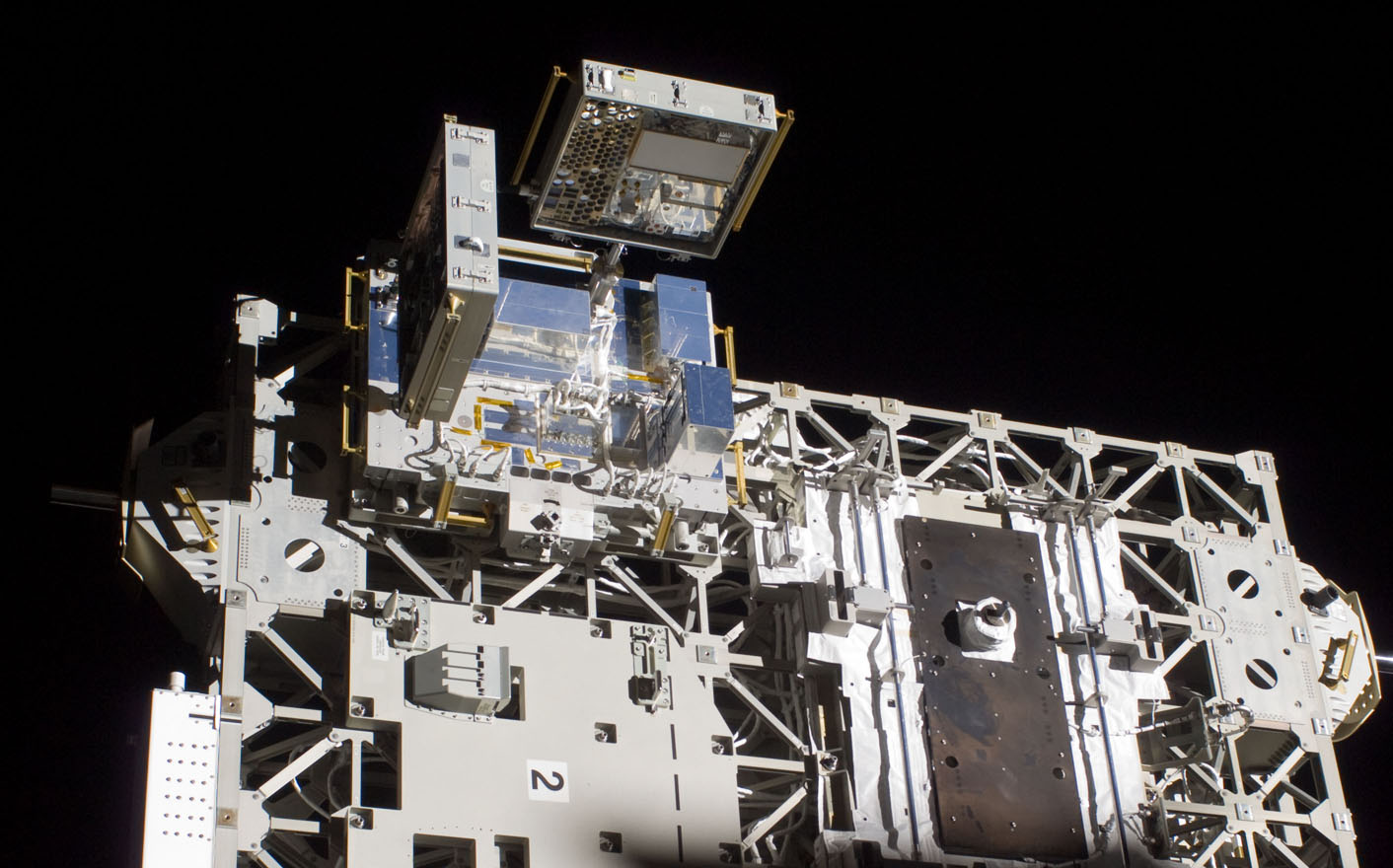
I due PEC montati sull'ELC-2

## MISSE-8
Oltre che riportare sulla Terra l'esperimento MISSE-7, la missione STS-134, partita nel maggio 2011, ha portato sulla ISS l'esperimento MISSE-8, il quale era costituito da un solo PEC e che è stato installato sulla piattaforma esterna ORMatE-III, arrivata sull'ISS assieme allo stesso MISSE-8.
Dopo circa due anni e mezzo, nel febbraio 2014, i due apparati sono stati recuperati attraverso un'EVA e rimandati sulla Terra grazie alla capsula Dragon arrivata sull'ISS con la missione di rifornimento SpaceX CRS-3.

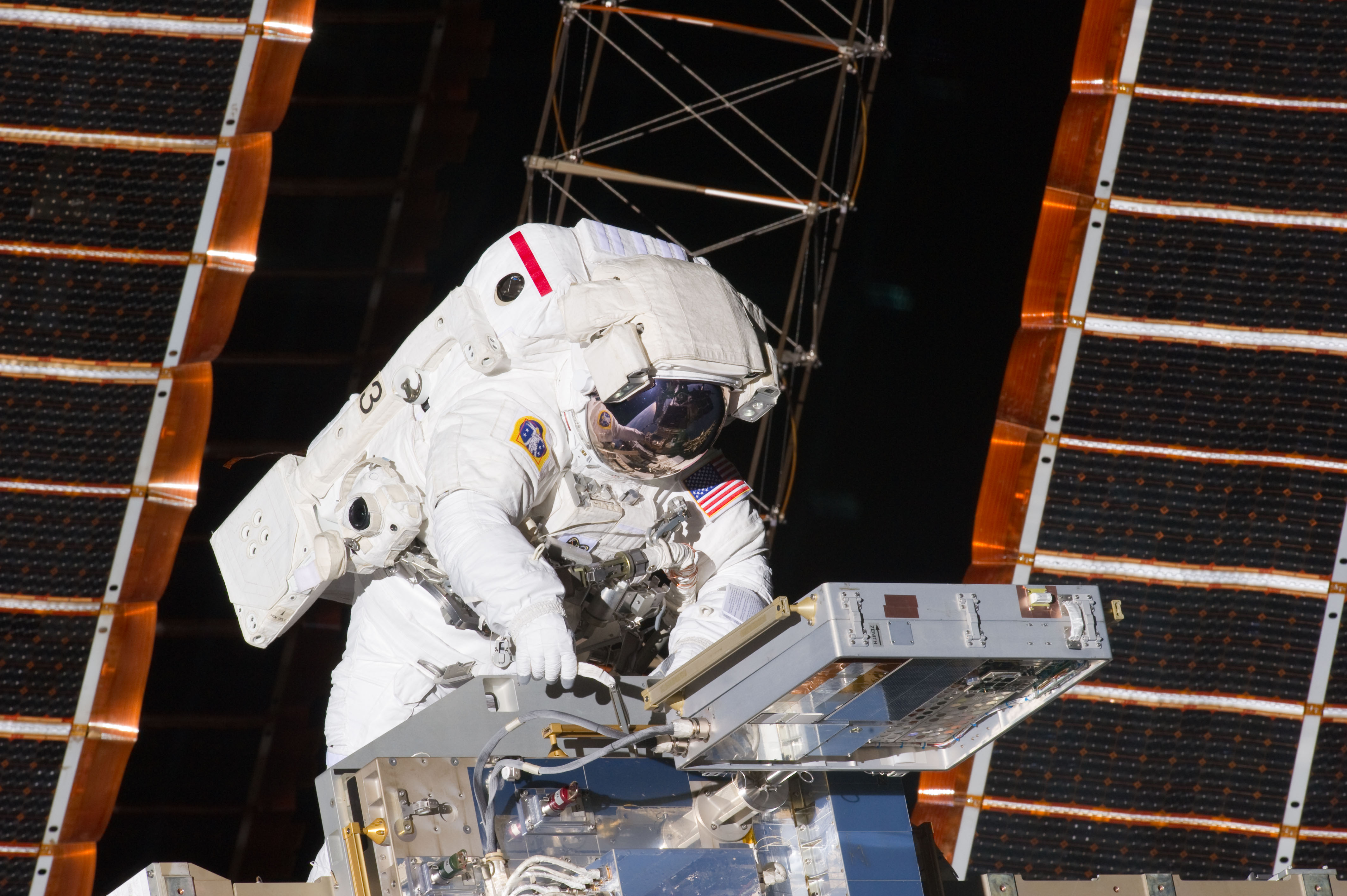
L'astronauta Andrew Feustel scambia i PEC del progetto MISSE-7 con quello del MISSE-8 durante la spedizione STS-134
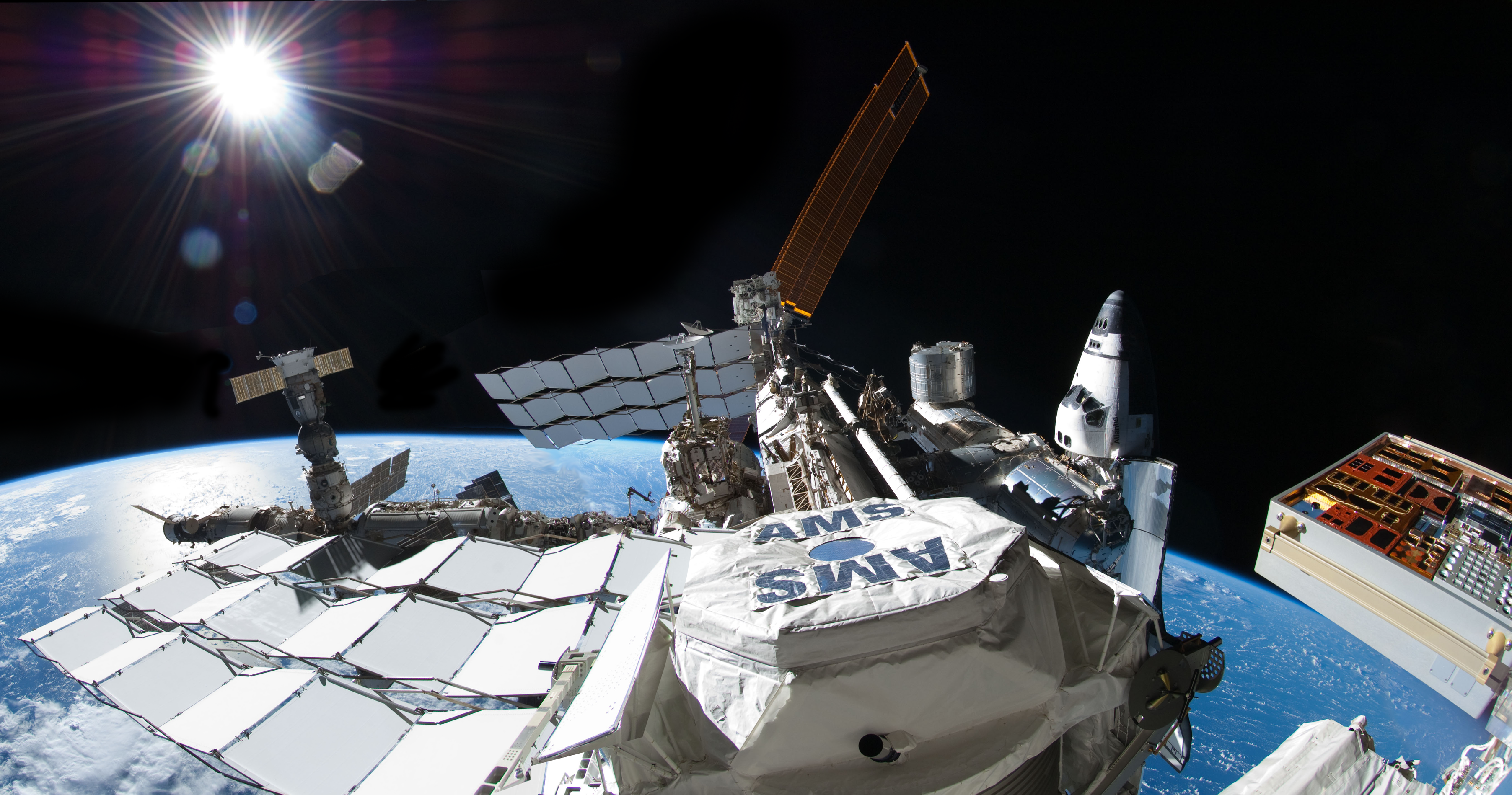
Un insieme di fotografie della ISS scattate dall'ELC-2 durante un'EVA della missione STS-135, sulla destra si può notare il PEC del MISSE-8
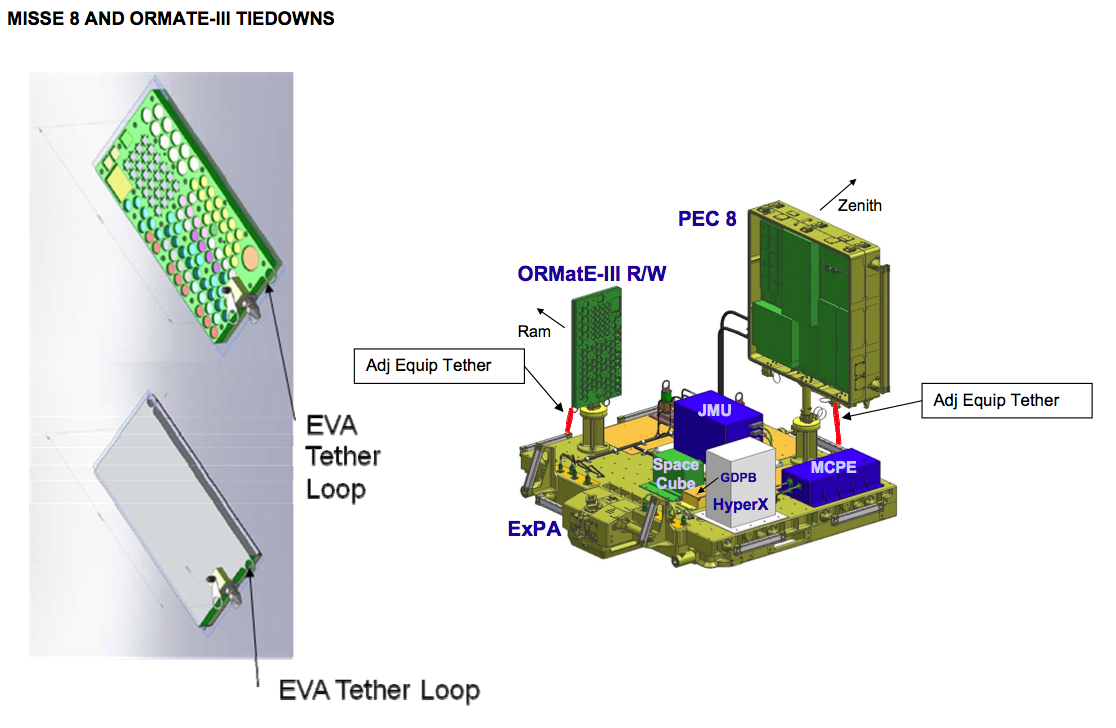
Schema del progetto MISSE-8 e della piattaforma ORMatE-III
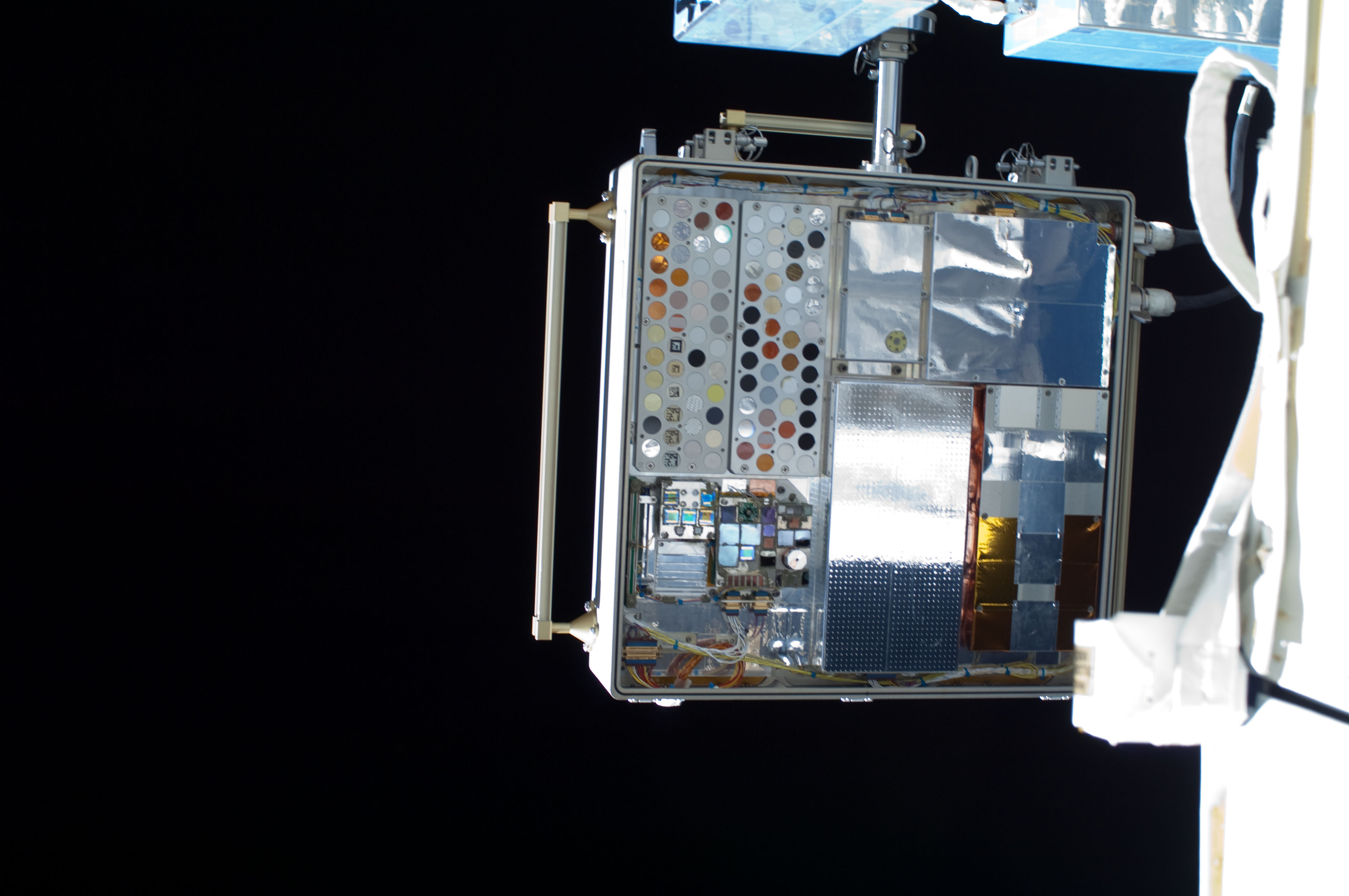
Il MISSE-8 fotografato da Ron Garan durante la missione STS-135
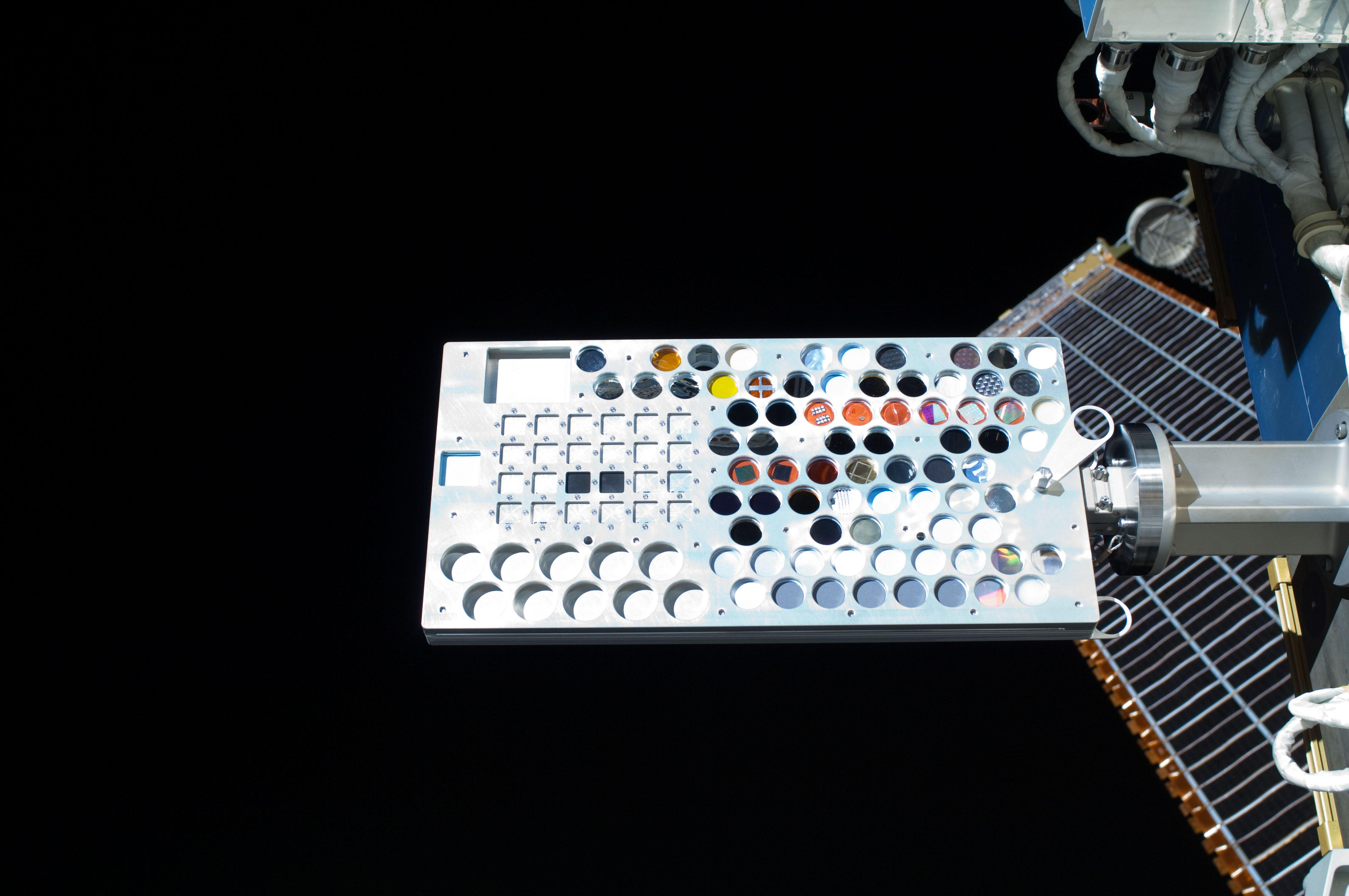
La piattaforma da esposizione ORMatE-III posta all'esterno dell'ELC-2 durante una passeggiata spaziale effettuata nel corso della missione STS-135

## MISSE-FF
L'esperimento Materials ISS Experiment Flight Facility (MISSE-FF) rappresenta una continuazione degli esperimenti della serie MISSE dal numero 1 al numero 8, ma con un design del tutto nuovo che elimina la necessità di attività extraveicolari per la realizzazione delle operazioni del programma MISSE. Il nuovo progetto, che nasce da una collaborazione del Goddard Space Flight Center, dell'Università del Colorado e della Alpha Space Test & Research Alliance, LLC, prevede il montaggio di due strutture di base all'esterno della ISS, le quali rimarranno fisse sulla stazione spaziale per tutta la durata della sua vita, e l'utilizzo dei MISSE Sample Carriers (MSCs), i quali sono trasportati alla ISS dove, attraverso il braccio robotico Canadarm 2, manovrato da Terra o dall'equipaggio della ISS, vengono agganciati alla struttura base, che può contenere fino a 14 pannelli. Da qui essi vengono poi sganciati a tempo debito, sempre grazie al suddetto braccio, e predisposti per il rientro sulla Terra.

Gli MSC possono essere montati lungo quattro direzioni sulle strutture: Ram (puntati in avanti, nel verso in cui la ISS sta seguendo la sua orbita), Wake (puntati all'indietro, nel verso contrario a quello in cui la ISS sta seguendo la sua orbita), Zenith (puntati dalla parte opposta rispetto alla Terra, verso lo spazio profondo e verso il Sole) e Nadir (puntati verso la Terra). Oltre a poter fornire energia agli esperimenti attivi, basandosi sulla stessa ISS, gli MSC offrono anche nuove caratteristiche, come ad esempio la capacità di poter scattare fotografie ad ogni campione su una base mensile (o più spesso, se richiesto) e di inviarle a Terra ai relativi responsabili di ogni esperimento che possono così monitorare l'andamento della prova. 
Il primo MISSE-FF, denominato anche MISSE-9, è stato portato sulla ISS nell'aprile 2018, dal modulo Dragon 110.2 della missione SpaceX CRS-14 ed è stato montato sull'ELC-2.